# ムスチスラヴァ・ウラジミロヴナ
ムスチスラヴァ・ウラジミロヴナ（ロシア語: Мстислава Владимировна、978年 - 987年生）は、キエフ大公ウラジーミル（ウラジーミル・ヴェリーキー）とその妻ログネダとの間の娘である。
ムスチスラヴァは1018年にポーランド王ボレスワフ1世がキエフ・ルーシに侵略した際（ボレスワフ1世のキエフ遠征）に捕らえられた、ウラジーミルの3人の娘のうちの1人である。1025年にボレスワフ1世が死ぬと、捕虜は解放されたが、ムスチスラヴァに関する言及はなされていない。また、家族がいたかどうかも不明である。
ムスチスラヴァはログネダの娘として史料上に言及があるが、その正確な誕生年は不明である。すなわち、ログネダとウラジーミルとが婚姻関係にあった978年 - 987年が、その誕生年となる。